# Edward O. Liljewalch
Edward Olof Liljewalch, född 30 januari 1833 i Stockholm, död där 20 augusti 1915, var en svensk grosshandlare, redare och kommunalpolitiker.

## Biografi
Edward O. Liljewalch var son till Carl Fredrik Liljevalch den äldre  och Margareta Catharina de la Rose (1807–1863). Han växte upp i Visby och gjorde från mycket unga år omfattande resor runt världen, bland annat på faderns fartyg. Han gjorde kontorspraktik i Visby 1853–1856 och drev där sedan från 23 års ålder den egna grosshandels- och rederifirman E Liljewalch 1856–1870. Han ägnade sig bland annat åt bärgning av vrakgods.
Han flyttade till Stockholm 1864 och startade där 1865 Östersjö dykeribolag och lät bygga bärgningsångfartyget Assistance, vilken dock brann redan 1867. 
Han startade några år senare Bergnings- & dykeribolaget Neptun, som lät bygga ångaren Neptun vid W. Lindbergs Varvs- och Verkstads AB i Stockholm 1870. Detta fartyg, 43,67 meter långt och på 243 bruttoton, var sedan i tjänst till 1956.
Liljewalch byggde upp Neptunbolaget till en imponerande skala och med internationell verksamhet. Bolaget hade då han avgick som chef av sjukdomsskäl 1901 bland annat 12 bärgningsfartyg i sin flotta.
Han var också ledamot av Stockholms stadsfullmäktige 1887–1906, och ledamot och senare ordförande av drätselnämndens första avdelning. I den egenskapen ansvarade Edward O. Liljewalch för Stockholms stads finanser och fastighetsaffärer. Staden gjorde under hans tid stora markförvärv. Han lämnade den aktiva kommunalpolitiken 1906 vid 73 års ålder.
Edward O. Liljewalch gifte sig 1858 med Emilie Wilhelmina Grubb (1837–1917). Makarna är begravda på Norra begravningsplatsen utanför Stockholm.

## Utmärkelser
- Kommendör av första klassen av Nordstjärneorden, 1 december 1905.[3]
- Kommendör av första klassen av Vasaorden, 18 september 1897.[4]